# Si quieres saber quién soy
Si Quieres Saber Quién Soy es el nombre del decimoprimer álbum de estudio del cantautor argentino Alejandro Lerner. Fue lanzado al mercado por Universal Music en el año 2000.
Este álbum es una especie de retorno a las raíces, volcando hacia el género pop, tecnológicamente menos llenos que los esfuerzos anteriores de Alejandro Lerner. Se suponía que debía ser más expresivo que orienta técnicamente y canciones como "A Usted" y "Si Te Vas" Muestran este propósito muy bien. Las baladas románticas son las canciones más destacadas de un álbum aún. Muchas de las canciones son coescritas con Coti Sorokin. El guitarrista de Sting Dominic Miller aparece en la balada agitación "Amarte Así" y coescribió la salsa con sabor a "Si Quieres Saber Quién soy." En este álbum también se incluye "Quién Te Dijo," que fue un éxito antes de que el álbum fuera puesto en libertad debido a su inclusión previa como el tema central de la telenovela argentina Campeones. Es un disco maduro y adulto-orientado, muy bien producido y realizado y clásicamente arreglado pero no toma mucho riesgos artísticos, algo que Lerner solía hacer en el pasado.

## Lista de canciones
1. «Quién Te Dijo» (Lerner) (4:58)
2. «Si Te Vas» (Lerner/Elisavethsky) (3:19)
3. «Amarte Así» (Lerner) (3:11)
4. «A Usted» (Lerner) (2:36)
5. «Se Ríe De Mí» (Lerner) (3:55)
6. «Si Quieres Saber Quién Soy» (Lerner) (3:28)
7. «La Espera» (Lerner/Sorokin) (3:23)
8. «Ojalá» (Lerner) (3:39)
9. «Salón Vacío» (Lerner) (2:24)
10. «Inevitable» (Lerner/Sorokin) (2:57)
11. «Ya No Te Detengas» (Lerner) (3:11)

- Datos: Q17630101